# Pixel (điện thoại thông minh)
Pixel và Pixel XL là các điện thoại thông minh Android được phát triển bởi Google và được sản xuất bởi HTC Corporation. Cả hai đều được công bố trong một buổi họp báo vào ngày 4 tháng 10 năm 2016. Pixel và Pixel XL cũng là hai thiết bị đầu tiên chạy Android 7.1 Nougat.

## Phát triển
Google trước đó đã đồng phát triển các thiết bị Android cao cấp qua chương trình Nexus, được thiết kế để trở thành các thiết bị "kiểu mẫu" cho nền tảng Android để các nhà sản xuất khác tham khảo để thiết kế các thiết bị của họ. Dưới trưởng bộ phận phần cứng mới Rick Osterloh, trước đó làm việc cho Motorola Mobility, Google bắt đầu chuyển đổi tập trung sang việc phát triển một hệ sinh thái các sản phẩm và nền tảng trong nhà, ví dụ như hệ sinh thái Google Home, Google Assistant, và Google Daydream. Osterloh nói rằng "nhiều sự đổi mới mà chúng tôi muốn thực hiện đòi hỏi phải kiểm soát được trải nghiệm người dùng đầu-cuối". Vì vậy, không giống như các thiết bị Nexus, Pixel được thiết kế bởi Google và được bán ra là một sản phẩm của Google, mặc dù công ty ký hợp đồng sản xuất thiết bị này cho HTC với vai trò là một nhà sản xuất hợp đồng.  Đây là những điện thoại đầu tiên do chính Google một mình thiết kế.

## Thông số
Pixel sử dụng một khung viền nhôm, với một tấm kính được đặt trên phần có chứa máy ảnh và cảm biến vân tay ở mặt sau, và cổng kết nối USB Type-C. Cả hai đều sử dụng vi xử lý Qualcomm Snapdragon 821, với 4 GB bộ nhớ RAM. Hai mẫu điện thoại có các kích thước màn hình khác nhau; phiên bản gốc và phiên bản XL lần lượt sở hữu màn hình 5 in (130 mm) 1080p AMOLED và 5,5 in (140 mm) 1440p AMOLED. Cả hai đều có các phiên bản bộ nhớ trong với dung lượng 32 và 128 GB.
Pixel giới thiệu một máy ảnh sau độ phân giải 12 megapixel, với khẩu độ f/2.0, và sử dụng bộ cảm biển Sony IMX378 với 1,55 μm pixel. Máy ảnh sử dụng một hệ thống ổn định hình ảnh kỹ thuật số dựa trên cảm biến chuyển động và con quay hồi chuyển của điện thoại. Để cải thiện tốc độ chụp, 30 khung hình sẽ được chụp liên tục trong mỗi giây khi máy ảnh được kích hoạt. Khi chụp ảnh, 10 trong số các khung hình này sẽ được ghép lại để tạo một hình duy nhất.
Thiết bị được cài đặt sẵn Android 7.1 "Nougat". Nó được tích hợp với Google Assistant, và cũng tích hợp các dịch vụ hỗ trợ kỹ thuật trực tiếp ngay trong hệ điều hành. Tương tự như các thiết bị Nexus, nó sẽ nhận các bản cập nhật Android trực tiếp từ Google. Pixel cũng hỗ trợ hệ thống thực tế ảo Google Daydream. Tất cả các điện thoại thông minh Pixel sẽ được hỗ trợ sao lưu ảnh có đầy đủ độ phân giải không giới hạn trên Google Photos.

## Phát hành
Tại Hoa Kỳ, Pixel sẽ được bán độc quyền cho Verizon Wireless và Project Fi, nhưng cũng được bán trực tiếp cho người dùng qua cửa hàng trực tuyến của Google. Tại Vương quốc Anh, chúng được phân phối qua EE, và Carphone Warehouse.

## Các biến thể

### Pixel
| Mẫu       | ID FCC       | Nhà mạng/Vùng | Băng tần CDMA | Băng tần GSM | Băng tần UMTS              | Băng tần LTE                            | Ghi chú |
| --------- | ------------ | ------------- | ------------- | ------------ | -------------------------- | --------------------------------------- | ------- |
| G-2PW2100 | NM8G-2PW2100 | Hoa Kỳ        | 800/1900      | 5            | 850/900/1700/1900/2100     | FDD 1-5/7-8/12-13/20/25-26/28 TDD 41    |         |
| G-2PW2200 | N/A          | Quốc tế       | N/A           | 5            | 800/850/900/1700/1900/2100 | FDD 1-5/7-8/12-13/18-21/26/28 TDD 38-41 |         |

### Pixel XL
| Mẫu       | ID FCC       | Nhà mạng/Vùng | Băng tần CDMA | Băng tần GSM | Băng tần UMTS              | Băng tần LTE                            | Ghi chú |
| --------- | ------------ | ------------- | ------------- | ------------ | -------------------------- | --------------------------------------- | ------- |
| G-2PW4100 | NM8G-2PW4100 | Hoa Kỳ        | 800/1900      | 5            | 850/900/1700/1900/2100     | FDD 1-5/7-8/12-13/20/25-26/28 TDD 41    |         |
| G-2PW4200 | N/A          | Quốc tế       | N/A           | 5            | 800/850/900/1700/1900/2100 | FDD 1-5/7-8/12-13/18-21/26/28 TDD 38-41 |         |